# Râle perlé
Sarothrura pulchra
Espèce
Statut de conservation UICN

 LC  : Préoccupation mineure
Le Râle perlé (Sarothrura pulchra) est une espèce d'oiseaux de la famille des Sarothruridae.

## Répartition
Cet oiseau vit en Afrique équatoriale.